# ニュータウン・ロード駅
ニュータウンロード駅（英語: Newtown Road Station）は、バージニア州ノーフォークにある駅。ノーフォークとバージニアビーチの市境近くにある。 センタラ・リー記念病院と近接している。プラットフォームは1面1線のみの終端駅である。